# 2014 StarCraft II World Championship Series
2014 StarCraft II World Championship Series — третий чемпионат мира World Championship Series по StarCraft II, организованный Blizzard Entertainment и проведённый с января по ноябрь 2014 года. Система претерпела непринципиальные изменения по сравнению с предыдущим годом: мир остался разбит на три региона — Америка, Европа и Корея, а год — на 3 сезона киберспортивных соревнований, приносящих рейтинговые очки. В конце года 16 киберспортсменов, набравших наибольшее количество очков, приглашались на мировой финал, проводимый в рамках выставки BlizzCon, и сражались за звание чемпиона мира. Общий призовой фонд вновь составил 1,6 миллиона долларов США, из которых на мировой финал пришлось 250 000 долларов, а чемпион мира получил 100 000.
Чемпионом мира стал Ли «Life» Сын Хён, второе место занял Мун «MMA» Сон Вон, а третье поделили между собой Ким «Classic» Дох У и Юн «TaeJa» Йонг Сух (матч за третье место не проводился). В 2016 году за участие в договорных матчах чемпионский титул Life был аннулирован.

## Предыстория и формат
Ещё при смене системы в 2013 году планировалось в 2014 году начать соревнования раньше, чтобы уместить в году четыре сезона вместо трёх, однако в результате всё равно было проведено три сезона. Кроме того, были упразднены межрегиональные финалы в конце сезонов с целью предоставить больше свободы организаторам сторонних турниров и повысить интерес к финальной стадии чемпионата. Призовой фонд остался неизменным (1,6 миллиона долларов), из-за чего призовой фонд отдельных турниров вырос. Также выросло и количество рейтинговых очков, получаемых за победу на региональных этапах.
В Европе и Америке сезоны проводились по одинаковой системе, разделённой на лигу претендентов (англ. Challanger league) и премьерную лигу (англ. Premier League). Сначала проводилась открытая квалификация на попадание в лигу претендентов, в рамках которой разыгрывалось 16 слотов, а ещё 16 участников набиралось из вылетевших из премьерной лиги прошлого сезона. Затем проводилась лига претендентов, в рамках которой 16 участников вылетали, а оставшиеся 16 попадали в премьерную лигу. В премьерной лиге они встречались с 16 лучшими игроками прошлого сезона, в результате чего 16 участников вылетали в лигу претендентов, а для оставшихся 16 проводилась вторая групповая стадия и плей-офф. Исключение составил первый сезон, в котором лига претендентов состояла из 48 участников, из которых проходили 24 и встречались с 8 лучшими игроками последнего сезона предыдущего года.
В Корее турниры Global StarCraft II League, включённые в систему WCS, вернули себе традиционное название, а также названия дивизионов — Code A вместо лиги претендентов и Code S вместо премьерной лиги. Code A является турниром для 48 игроков, 24 из которых набираются квалификациями, а ещё 24 являются вылетевшими из Code S прошлого сезона; 24 победителя отправляются в Code S, где встречаются с 8 лучшими игроками предыдущего сезона.
В 2014 году была введена частичная региональная блокировка. В европейском и американском регионах были введены квоты для представителей отдельных стран и для лучших игроков внутриигровой рейтинговой системы. Таким образом, игроки по-прежнему могли участвовать в любом регионе, достигнув вершины рейтинга на соответствующем сервере.

## Сезоны
Первый сезон для американского региона WCS 2014 Season 1 America начался 5 января 2014 года; 15 апреля он закончился победой корейского киберспортсмена Ко «HyuN» Сок Хёна. 10 января начался первый сезон корейской 2014 Global StarCraft II League, закончившийся 10 апреля победой Джу «Zest» Сон Вука. С 14 января по 15 апреля проходил первый сезон европейского региона WCS 2014 Season 1 Europe, чемпионом стал корейский киберспортсмен Чан «MC» Мин Чхоль.
2014 Global StarCraft II League Season 2 проводился с 8 апреля по 9 июля, победитель — Ким «Classic» Дох У. WCS 2014 Season 2 Europe — с 29 апреля по 21 июля, победитель — Сон «StarDust» Сок Хи. WCS 2014 Season 2 America — с 30 апреля по 21 июля, победитель — Янг «Pigbaby» Хи Со.
2014 Global StarCraft II League Season 3 прошёл с 16 июля по 3 октября, победитель — Ли «INnoVation» Син Хён. WCS 2014 Season 3 America — c 20 июля по 16 октября, победитель — Чхве «Bomber» Джи Сон. WCS 2014 Season 3 Europe — c 29 июля по 21 октября, победитель — Мун «MMA» Сон Вон.

## Мировой финал

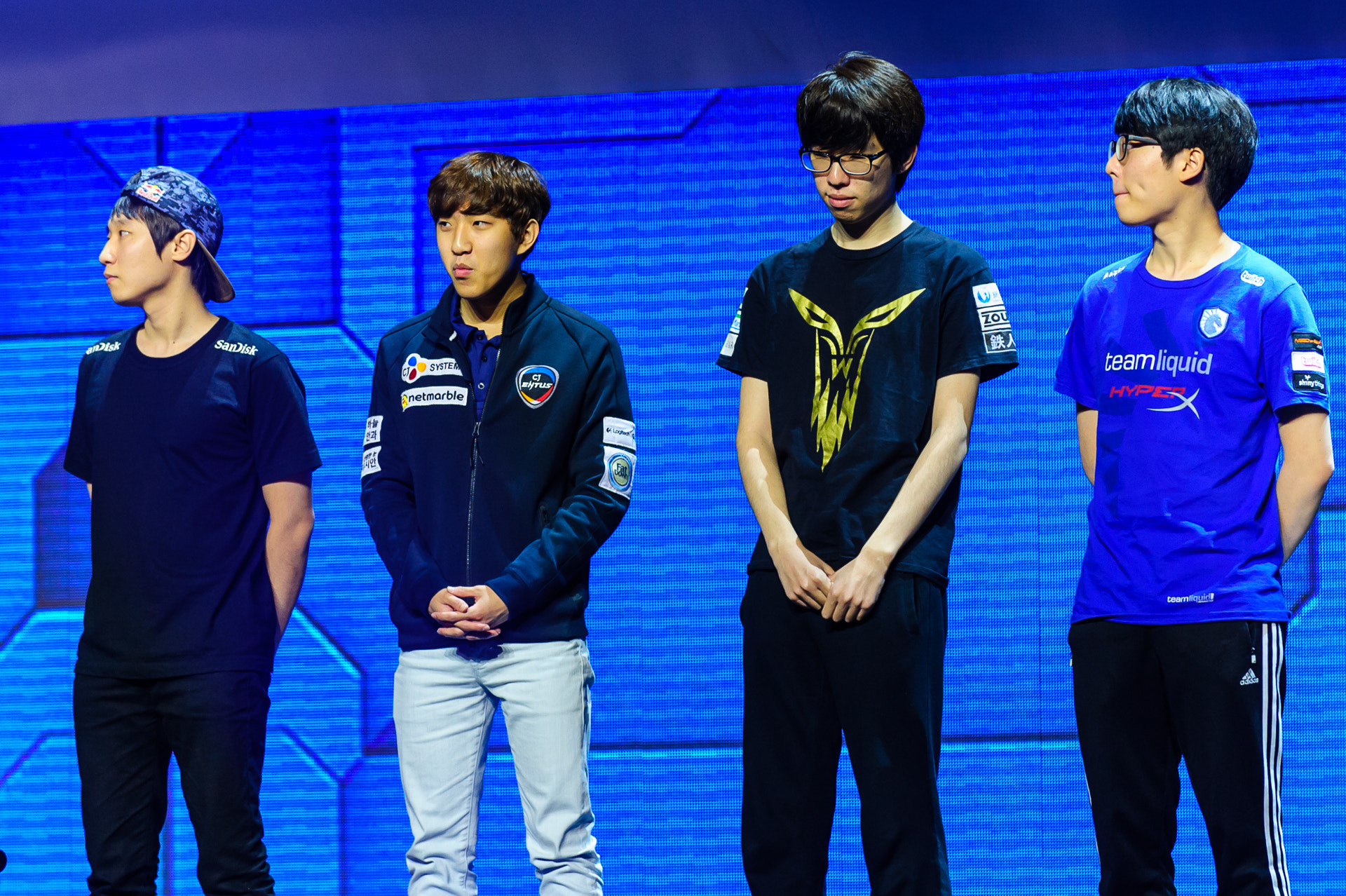
Слева направо: Bomber, herO, San и TaeJa — четыре из восьми участников четвертьфинала

2014 WCS Global Finals начался в выходные 1—2 ноября 2014 года сражением 16 лучших игроков мира, все из которых оказались корейцами. Среди попавших на мировой финал было шесть терранов, шесть протоссов и только четыре зерга. Восемь победивших в первый день игроков отправились на вторую часть соревнования, проводимую 7—9 ноября в рамках выставки BlizzCon 2014 в Анахайме, Калифорния, США. Помимо мирового финала по StarCraft II, на этой выставке проводились киберспортивные соревнования по Hearthstone и World of Warcraft. Среди прошедших на BlizzCon было четыре террана (Bomber, MMA, TaeJa и INnoVation), три протосса (herO, Classic и San) и только один зерг (Life). В первый день мирового финала проиграли Jaedong, занявший второе место на чемпионате прошлого года, и HyuN, считающийся одним из лучших игроков в StarCraft II на тот момент.

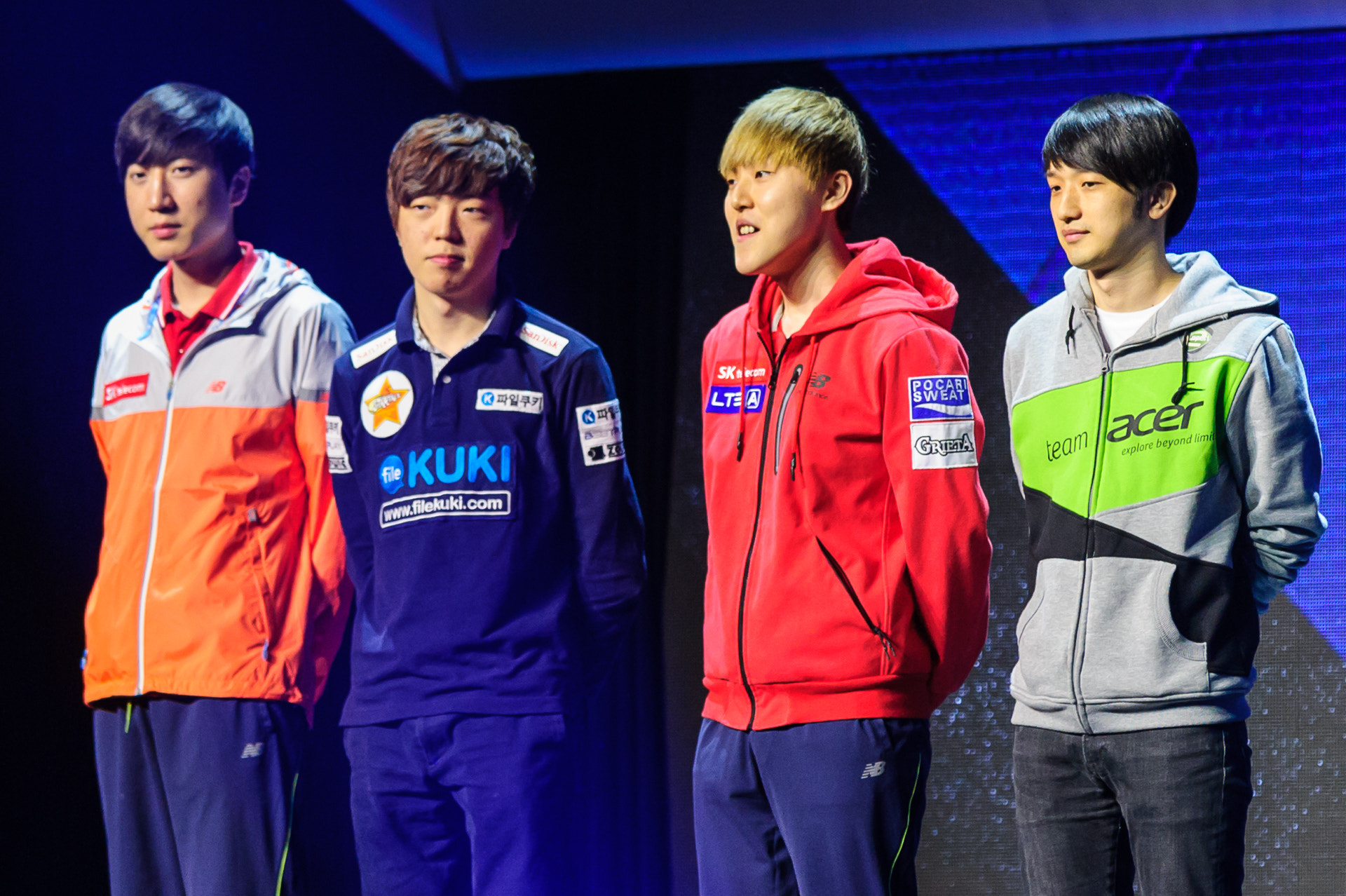
Слева направо: INnoVation, Life, Classic и MMA — оставшиеся участники четвертьфинала

Киберспортивное соревнование по StarCraft II, проводимое в рамках выставки BlizzCon 2014, завершилось победой Ли «Life» Сын Хёна — единственного зерга, прошедшего в четвертьфинал. Все матчи проводились в формате до трёх побед, за исключением финального поединка, проведённого в формате до четырёх побед. На первом дне турнира Life встретился с Джу «Zest» Сон Вуком, доминировавшем на киберспортивных соревнованиях 2014 года, а среди его соперников на BlizzCon было много терранов, которые из-за состояния внутриигрового баланса были фаворитами в матчах против зергов. По дороге к чемпионскому титулу он одержал победу над San со счётом 3:0, TaeJa со счётом 3:2 и MMA со счётом 4:1. В матче с TeeJa Life проиграл первый сет, после чего удивил соперника прокси-инкубатором с расчётом на быструю победу, однако противнику удалось выровнять ситуацию и перейти к 25-минутной макро-игре, в результате которой Life вышел победителем, а затем одержал победу во всей серии. В послематчевом интервью Life заявил: «Когда я прошёл в 1/8 финала, я думал, что Zest будет самым сложным оппонентом. Однако после встречи с TaeJa я думаю, что самым сложным является он. Он не совершает ошибок и у него потрясающий микроконтроль». По словам чемпиона, победа над MMA далась ему сравнительно легко: «TaeJa был легкопредсказуемым, но он очень хороший игрок. MMA гораздо более удобный оппонент, поэтому это было легко». Комментируя свою победу на турнире, Life заявил: «когда я начал участвовать в этом турнире, я не надеялся победить — моя цель была ниже. Так что, в сущности, у меня сбылась мечта».

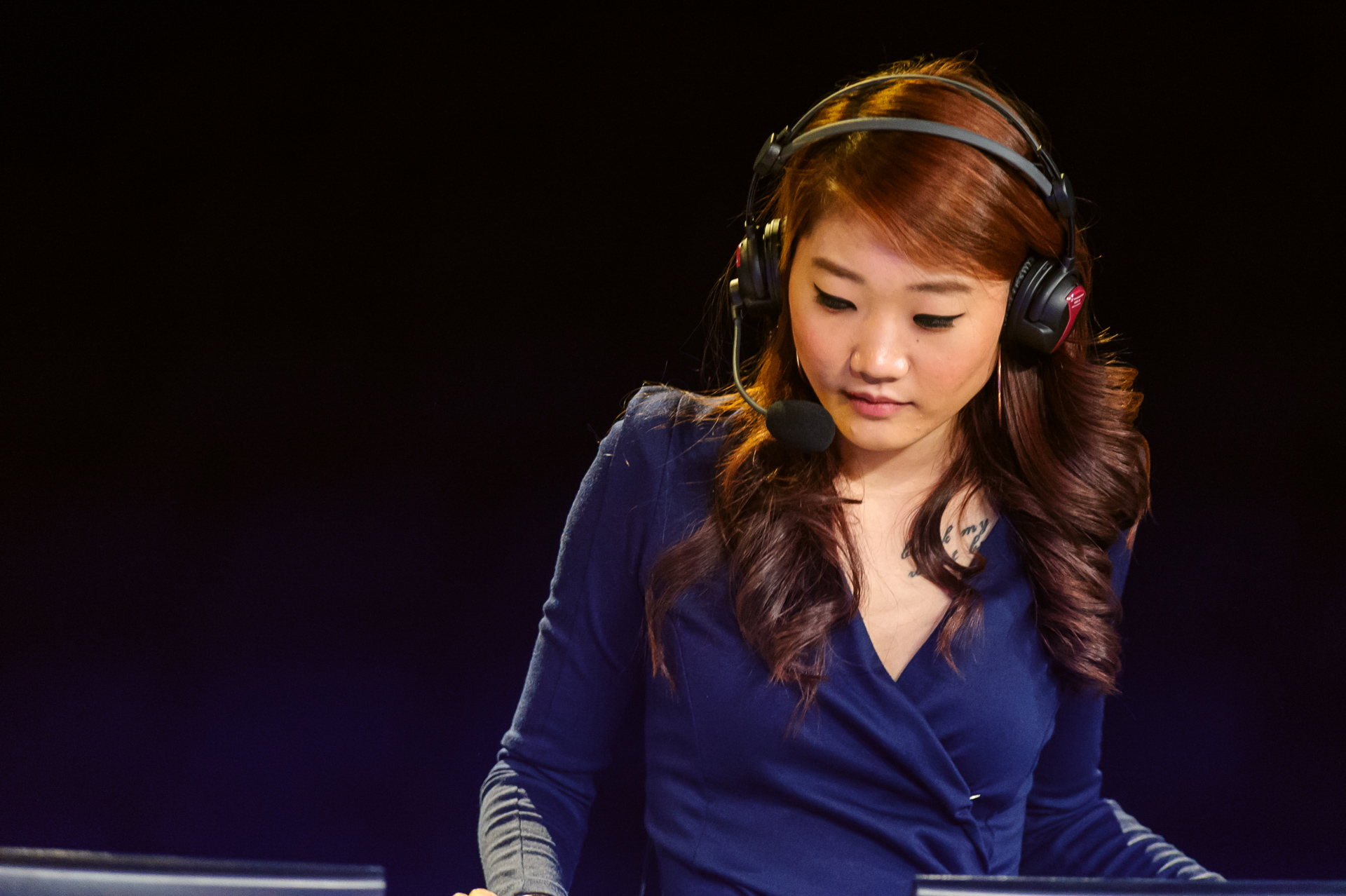
Сью «Smix» Ли комментирует BlizzCon 2014

В 2016 году чемпионский титул Life был отозван за участие в договорных матчах в течение 2015 года, его имя было вычеркнуто из списка победителей на церемониальном трофее WCS, а самому киберспортсмену пожизненно запретили участвовать в киберспортивных соревнованиях.

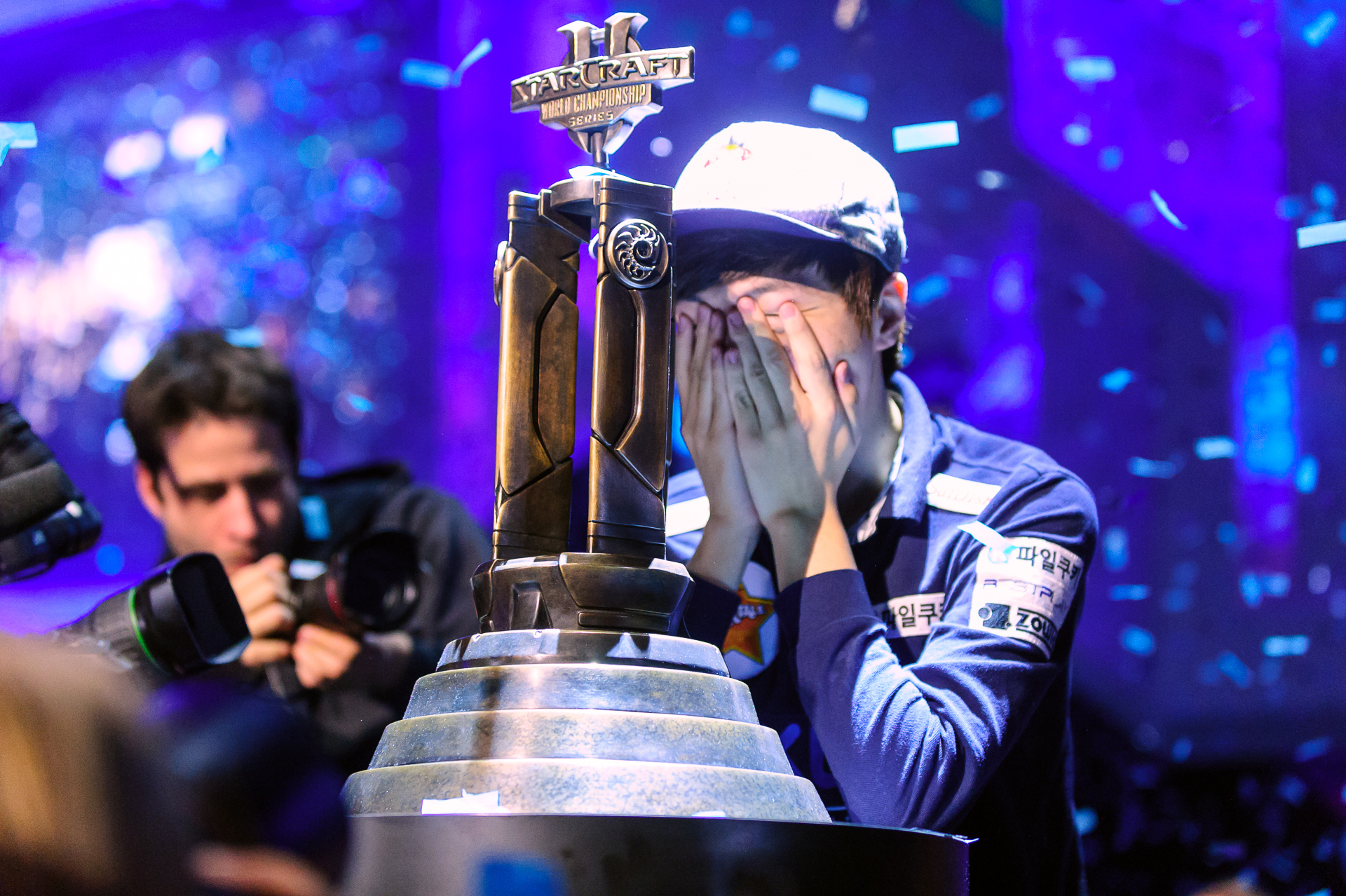
Ли «Life» Сын Хён с чемпионским кубком

Призовой фонд мирового финала составил 250 000 долларов США, из которых 100 000 получил чемпион. Турнирная таблица финала:
| 1/8 финала     | 1/8 финала |  |                | Четвертьфиналы | Четвертьфиналы |  |  | Полуфиналы  | Полуфиналы |  |  | Финал    | Финал |
|                |            |  |                |                |                |  |  |             |            |  |  |          |       |
| (т) Bomber     | 3          |  |                |                |                |  |  |             |            |  |  |          |       |
| (з) Jaedong    | 2          |  |                | (т) Bomber     | 1              |  |  |             |            |  |  |          |       |
| (п) StarDust   | 1          |  | (т) MMA        | 3              |                |  |  |             |            |  |  |          |       |
| (т) MMA        | 3          |  |                |                |                |  |  | (т) MMA     | 3          |  |  |          |       |
| (т) MC         | 2          |  |                |                |                |  |  | (п) Classic | 1          |  |  |          |       |
| (п) herO       | 3          |  |                | (п) herO       | 2              |  |  |             |            |  |  |          |       |
| (т) Polt       | 2          |  | (п) Classic    | 3              |                |  |  |             |            |  |  |          |       |
| (п) Classic    | 3          |  |                |                |                |  |  |             |            |  |  | (т) MMA  | 1     |
| (п) San        | 3          |  |                |                |                |  |  |             |            |  |  | (з) Life | 4     |
| (т) jjakji     | 0          |  |                | (п) San        | 0              |  |  |             |            |  |  |          |       |
| (п) Zest       | 2          |  | (з) Life       | 3              |                |  |  |             |            |  |  |          |       |
| (з) Life       | 3          |  |                |                |                |  |  | (з) Life    | 3          |  |  |          |       |
| (з) soO        | 1          |  |                |                |                |  |  | (т) TaeJa   | 2          |  |  |          |       |
| (т) TaeJa      | 3          |  |                | (т) TaeJa      | 3              |  |  |             |            |  |  |          |       |
| (з) HyuN       | 1          |  | (т) INnoVation | 1              |                |  |  |             |            |  |  |          |       |
| (т) INnoVation | 3          |  |                |                |                |  |  |             |            |  |  |          |       |